# Gnosca
Gnosca es una comuna suiza del cantón del Tesino, localizada en el distrito de Bellinzona, círculo del Tesino. Limita al noroeste con la comuna de Preonzo, al noreste con Claro, al sureste con Arbedo-Castione y al sur con Gorduno.

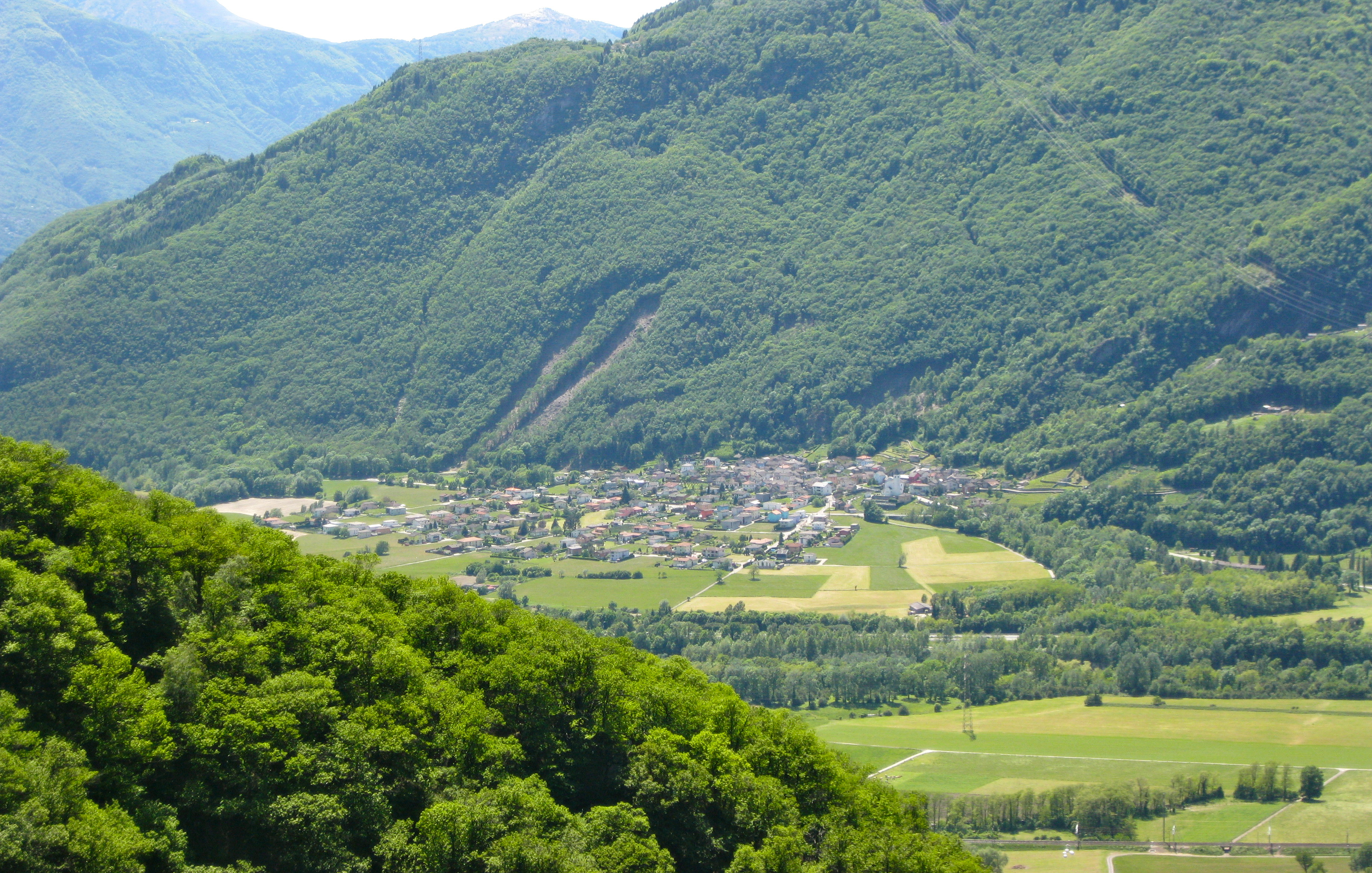
Vista de Gnosca.